# Siligo
Siligo es un municipio situado en la provincia de Sassari, en el noroeste de la isla de Cerdeña. 
Es el lugar de nacimiento del poeta extemporáneo en llengua logudores Gavino Contini Gavinu Còntene (1865-1915), de la famosa cantautora de música tradicional sarda Maria Carta (1934-1994) e del escritor Gavino Ledda (1939).

## Lugares de interés

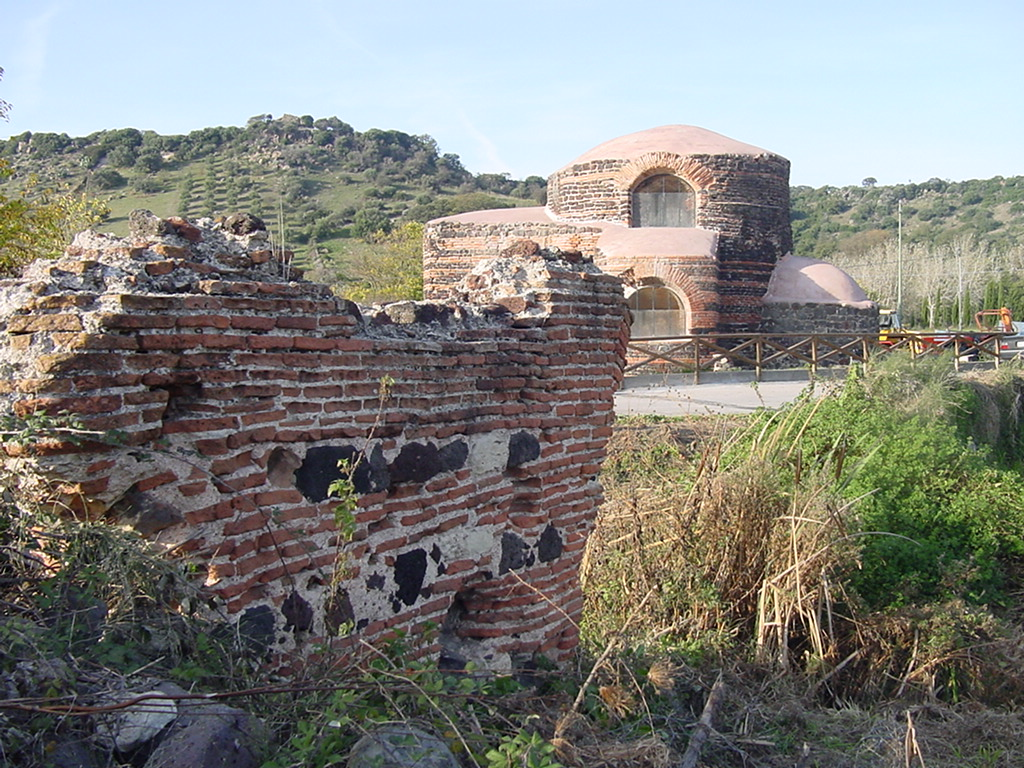
La iglesia bizantina de Nuestra Señora de Mesumundu.

- El santuario nuragico de monte Sant'Antonio
- La iglesia de Nuestra Señora de Mesumundu, siglo VI-VII.
- La iglesia de San Vicente Ferrer (en italiano: San Vincenzo Ferrer) (Santu Pizzente Ferreri en logudorès), del siglo XVII, sita en un lugar donde estaba un poblado (actualmente desaparecido) indicado en los documentos con el nombre "Villanueva de Montesanto" o "Biddanoa".
- La iglesia de santa Victoria

## Fiestas
La fiesta más importante es la de Vicente Ferrer que se celebra el último fin de semana del mes de agosto.

## Evolución demográfica
| Gráfica de evolución demográfica de Siligo entre 1861 y 2001 |
|                                                              |
| Fuente ISTAT - elaboración gráfica de Wikipedia              |

## Personas relevantes de la ciudad
- Gavino Contini: (1865-1915) poeta
- Rita Livesi: (1915) actriz
- Maria Carta (1934-1994): cantante
- Gavino Ledda (1939): escritor